# Alfred Pungg
Alfred Pungg (* 1. Oktober 1955 in Schwaz, Tirol) ist ein ehemaliger österreichischer Skispringer.

## Karriere
Er gehörte zur jungen österreichischen Springergarde um Toni Innauer, Karl Schnabl, Alois Lipburger, Willi Pürstl und Edi Federer, die Mitte der 70er zur Weltelite aufstieg. Seine besten Ergebnisse feierte er nach den Olympischen Spielen 1976, als er in Sapporo und Kuopio jeweils den 2. Platz erreichen konnte. Zu Beginn der Saison 1976/77 belegte er bei der Vierschanzentournee den 9. Gesamtrang, bei der 3-Länder-Tournee und bei der Schweizer Springer-Tournee konnte er sich jeweils auf Platz 2 behaupten. In der Vorbereitung auf den Winter 77/78 zog er sich aber schwere Verletzungen zu, die ihn zum frühen Karriereende zwangen.  

## Erfolge
- 1975: 3. in Reit im Winkl – Normalschanze
- 1976: 2. in Sapporo – Normalschanze
- 1976: 2. in Sapporo – Großschanze
- 1976: 2. in Kuopio I – Großschanze
- 1976: 3. in Kuopio II – Großschanze
- 1977: Sieger in Villach – Normalschanze
- 1977: Sieger in Wörgl I – Großschanze
- 1977: 2. in Wörgl II – Großschanze
- 1977: 2. in Gstaad – Normalschanze
- 1977: 3. in Marburg – Normalschanze
- 1977: 3. in Tarvis – Normalschanze
- 1977: Sieger in Königsbronn – Normalschanze
- 1977: 3. in Engelberg – Großschanze